# Szu-durul
Szu-durul – król z dynastii akadyjskiej panujący w latach ok. 2168–2154 p.n.e. Na podstawie znalezionych inskrypcji uważa się, że jego władza sięgała na północy aż po miasto Tutub. Za jego panowania nasiliły się jednak najazdy Gutejów, które doprowadziły do upadku imperium akadyjskiego.